# برايان دوولي
برايان دوولي (بالإنجليزية: Brian Dooley)‏ هو كاتب سيناريو بريطاني، ولد في 16 أبريل 1971 في Crosby, Merseyside ‏ في المملكة المتحدة.

## وصلات خارجية
- برايان دوولي على موقع IMDb (الإنجليزية)
- برايان دوولي على موقع قاعدة بيانات الفيلم (الإنجليزية)